# (23784) 1998 QW15
(23784) 1998 QW15 es un asteroide perteneciente al cinturón de asteroides, descubierto el 22 de agosto de 1998 por Pierre Antonini desde el Observatorio Astronómico de Bédoin, Bédoin, Francia.

## Designación y nombre
Designado provisionalmente como 1998 QW15.

## Características orbitales
1998 QW15 está situado a una distancia media del Sol de 2,990 ua, pudiendo alejarse hasta 3,411 ua y acercarse hasta 2,569 ua. Su excentricidad es 0,141 y la inclinación orbital 0,990 grados. Emplea 1888,36 días en completar una órbita alrededor del Sol.

## Características físicas
La magnitud absoluta de 1998 QW15 es 14,73. Tiene 6,156 km de diámetro y su albedo se estima en 0,081.